# Młodzi Skauci: Początek
Młodzi Skauci: Początek (ang. W.H.A.D.A.L.O.T.T.A.J.A.R.G.O.N.) – komiks Dona Rosy, po raz pierwszy wydany 10 października 1997 r. na łamach duńskiego czasopisma Anders And & Co..
Pierwsze polskie wydanie (pod tytułem Z annałów Młodych Skautów) pochodzi z 1998 r.

## Fabuła
Kaczor Donald wspomina początki kariery Hyzia, Dyzia i Zyzia w organizacji Młodych Skautów. Nudzący się w domu chłopcy zostali zaprowadzeni przez Donalda na odbywający się w Kaczogrodzie zlot Młodych Skautów, gdzie podekscytowane kaczorki zdecydowały się wstąpić do najstarszego zastępu.
Zastępowi, podekscytowani perspektywą posiadania wśród członków organizacji potomków założyciela Młodych Skautów, zgadzają się przyjąć Hyzia, Dyzia i Zyzia. Wcześniej jednak muszą odszukać ślady pierwszej siedziby organizacji - starego kaczogrodzkiego fortu. Zadanie jest o tyle trudne, że właścicielem terenu, na którym znajdował się fort, jest Sknerus McKwacz...